# Лузон
Лу̀зон (на италиански: Luson; на немски: Lüsen, Люзен) е село и община в Северна Италия, автономна провинция Южен Тирол, автономен регион Трентино-Южен Тирол. Разположено е на 962 m надморска височина. Населението на общината е 1539 души (към 2010 г.).

## Език
Официални общински езици са и италианският и немският. Най-голямата част от населението говори немски. В общината се говори и други романски език, ладинският.
| %     | Роден език      |
| 1,39  | Италиански език |
| 97,77 | Немски език     |
| 0,83  | Ладински език   |